# District judiciaire de El Ejido
Le district judiciaire de El Ejido (espagnol : partido judicial de El Ejido) est un des huit districts judiciaires qui composent la province d'Almería. Le district administratif de El Ejido est en septième position. Il englobe 97.492 habitants dans 2 communes, sur une superficie totale de 250,87 km² dont le siège est fixé à El Ejido.

## Communes
| - El Ejido - La Mojonera |

## Tribunaux
Le district judiciaire est composé de :
- 4 tribunaux de première instance
- 4 tribunaux d'instruction